# Clio, muse de l'Histoire
Clio, muse de l'Histoire est un tableau réalisé en 1632 par la peintre italienne Artemisia Gentileschi. De format vertical, cette huile sur toile est une peinture mythologique qui représente Clio, la Muse de l'Histoire, debout devant un fond neutre. Coiffée d'une couronne de laurier, la jeune femme tient une trompette à côté d'un livre ouvert évoquant François de Rosières. Partie des collections de la Fondazione Pisa, l'œuvre est conservée au palais Bleu, à Pise, en Toscane.